# Circuito callejero de Port Imperial

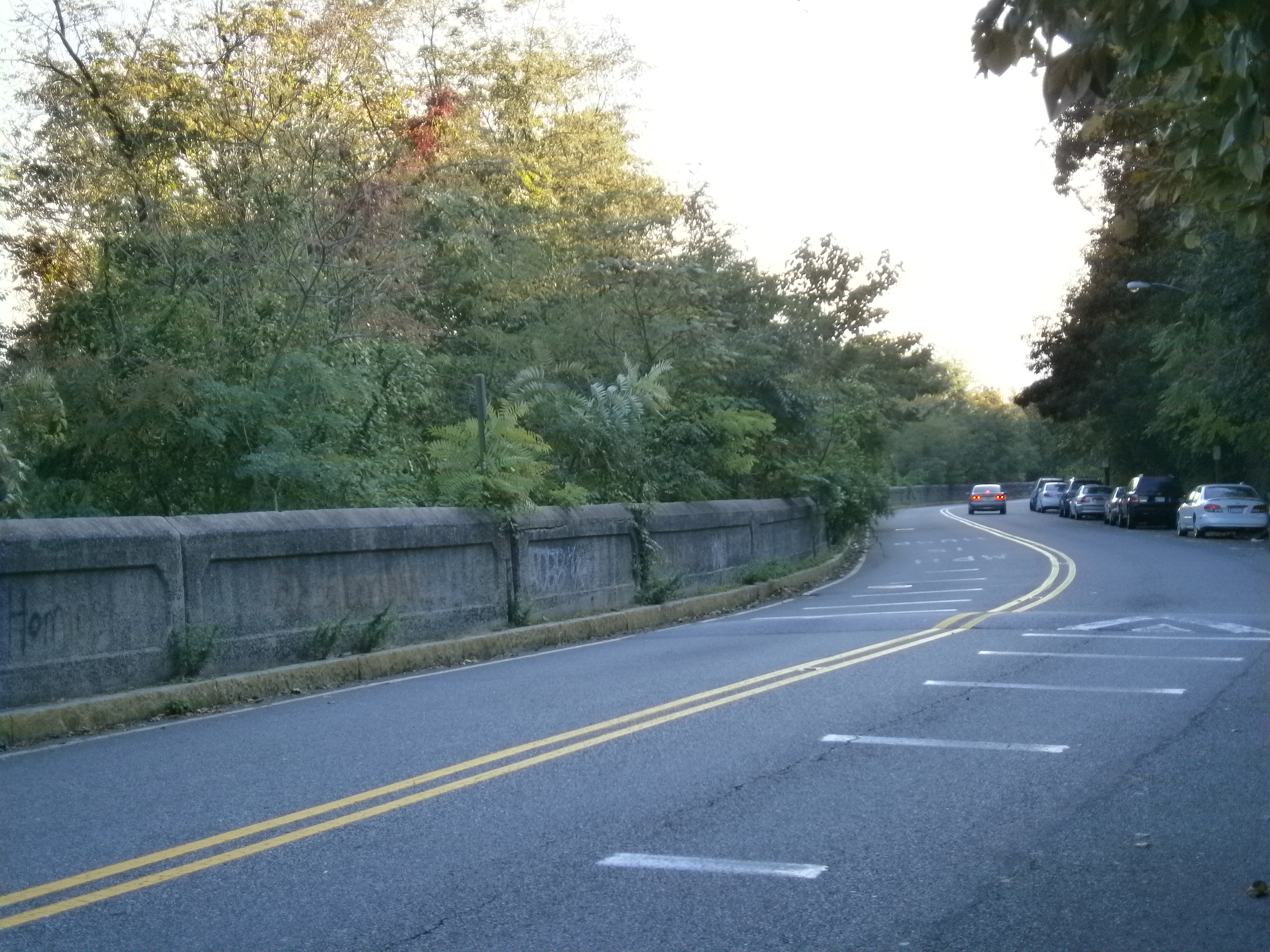
Carretera Pershing, donde estaba previsto que pasara el circuito.

El circuito callejero de Port Imperial, sería ubicado entre los poblados de Weehawken y Nueva York del oeste.

El Circuito callejero de Port Imperial fue un proyecto de un circuito callejero de 5,149,88 km (3,2 millas) que estaría ubicado en el condado de Hudson, New Jersey en los Estados Unidos. Se anunció en octubre de 2011, y estuvo en el calendario provisional del campeonato de Fórmula 1 como Gran Premio de América. El circuito iba a ser construido en la zona conocida como Weehawken Port Imperial y el Hudson Palisades, e incluye calles en Weehawken y New York del oeste. Diseñado por el reconocido diseñador de autódromos Hermann Tilke, estaba dirigido en el sentido derecho. La línea de salida estaba prevista que se encuentre al lado del ferry terminal del NY Waterway. El primer sector del circuito discurriría por el paseo frente al mar del río Hudson, diseñado para permitir que los monoplazas de carreras pasen a lo largo de Bulevar Imperial antes de subir al Hudson Palisades a lo largo de la avenida Pershing. El circuito entonces pasaría por el Boulevard East norte hasta el Donnelly Memorial Park. Girando a la derecha, descendiendo hasta la avenida Hillside Avenue en una horquilla que a su vez se encontraría junto a la planta de tratamiento de aguas residuales de New York del oeste, regresando al sur de la terminal del ferry. El cambio de elevación de Port Imperial a las Palisades, es cerca de 45 metros (150 pies), daría al circuito de uno de los mayores cambios de elevación en el calendario. De acuerdo con los organizadores del evento, el circuito estaría compuesto enteramente de vías existentes, eliminando la necesidad de construir cualquiera de las secciones del circuito que normalmente son exclusivas para la carrera, con la excepción de la calle de boxes. Aunque el circuito pasaría por áreas residenciales, los residentes no serían separados de sus hogares. Los organizadores planificarían facilitar el acceso a las siete residencias que rodearían el circuito. También planeaban financiar la carrera sin ningún tipo de dinero público.
El Gran Premio de América no fue parte del calendario 2013. Posteriormente hubo otros intentos para financiar la carrera, pero nunca se concretó.